# Казе Бибиола (Рагуза)
Казе Бибиола је насеље у Италији у округу Рагуза, региону Сицилија.
Према процени из 2011. у насељу је живело 12 становника. Насеље се налази на надморској висини од 548 м.